# Ilja Schäfer

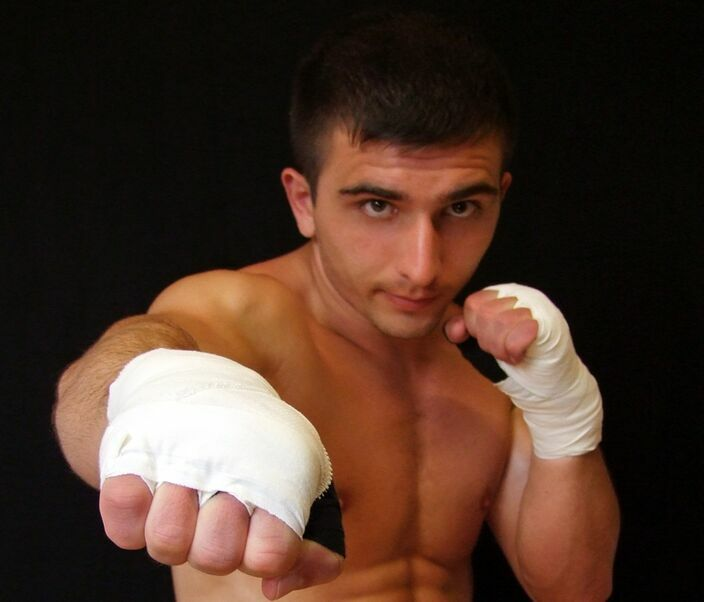
Ilja Schäfer (2016)

Ilja Schäfer (* 1987 in Dshambul) ist ein Boxer und Kickboxer.

## Werdegang
Ilja Schäfer begann mit zwölf Jahren mit dem Boxen. Nach einer Handverletzung wechselte er zum Kickboxen. Er wurde im Kampfsportzentrum Steko in München von Christine Theiss, Marie Lang und Michael Smolik trainiert.
Schäfer ist Jurist und seit 2021 Bauamtsleiter der Gemeinde Burgkirchen an der Alz.

## Erfolge
- oberbayrische und bayrische Meisterschaften im Boxen
- 2014: dritter Platz bei der Weltmeisterschaft im Vollkontakt-Kickboxen
- 2015: Europameister im Vollkontakt-Kickboxen[2]
- 2016: Vize-Weltmeister im Vollkontakt-Kickboxen
- süddeutscher, bayrischer und deutscher Meister im Vollkontakt-Kickboxen